# Authon (Alpes da Alta Provença)
Authon é uma comuna francesa na região administrativa da Provença-Alpes-Costa Azul, no departamento dos Alpes da Alta Provença. Estende-se por uma área de 40,16 km². Em 2010 a comuna tinha 63 habitantes (densidade: 1,6 hab./km²).